# Białołęka Dworska
Białołęka Dworska – osiedle i obszar MSI w północno-wschodniej części Warszawy, w dzielnicy Białołęka.
Jest zlokalizowane w otoczeniu lasów pomiędzy linią kolejową E-65 z Warszawy do Gdańska a ulicą Ornecką. Białołęka Dworska od północy graniczy ze wsią Józefów w gminie Nieporęt, od północnego zachodu z Choszczówką, od północnego wschodu z Szamocinem, od południowego zachodu z Tomaszewem, od południa z Żeraniem, a od zachodu z Płudami, Wiśniewem oraz Henrykowem.
Na osiedlu dominuje zabudowa jednorodzinna. Północna część Białołęki Dworskiej w starych planach figuruje jeszcze jako Różopole oraz Łapigrosz – obecnie tereny te zaliczane są do Warszawskiej Choszczówki. 

## Historia

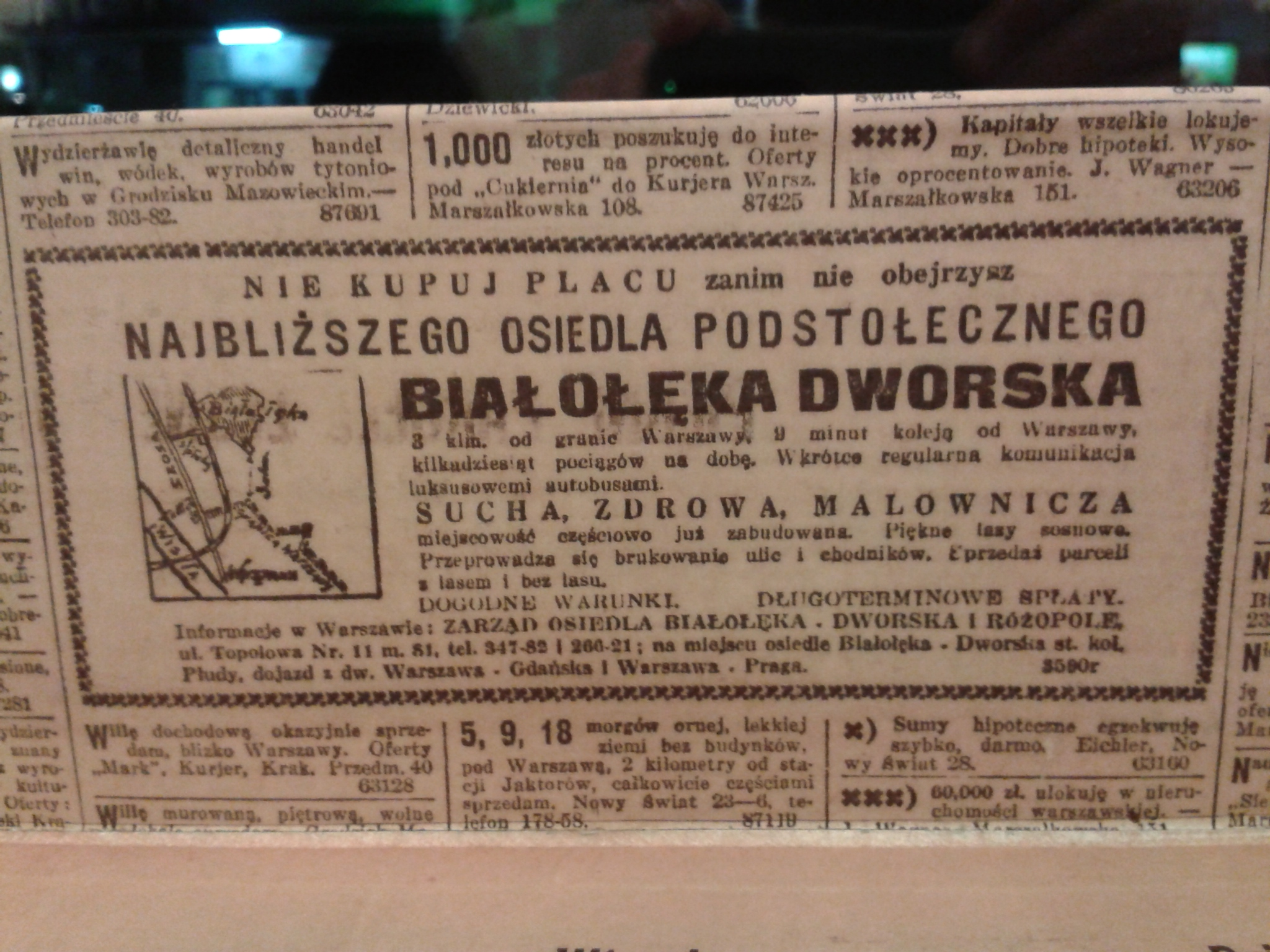
Ogłoszenie reklamujące sprzedaż działek w Białołęce Dworskiej, Kurier Warszawski 1930 r.

Białołęka Dworska stanowiła część dawnej wsi szlacheckiej istniejącej od 1425 roku. Na początku XVII wieku właścicielem Białołęki był biskup chełmiński Wawrzyniec Gembicki, a w połowie XVII wieku Jan Kazimierz, który darował ją następnie jezuitom. W kronikach kościoła w Tarchominie Białołęka występuje przy końcu XVI w., kiedy to parafia Tarchomin obejmowała tereny, aż do Radzymina. Tworzyła wtedy jedną całość, która następnie rozpadła się na Białołękę Wieś (Białołękę Szlachecką) oraz Białołękę Dworską. W 1661 roku było tu 38 domów, w 1789 już 63. Wieś należała wtedy do pani Szamockiej, miecznikowej warszawskiej. W XIX wieku Białołęka wchodziła w skład gminy Bródno. Na obrzeżach Białołęki stopniowo powstawały nowe osiedla i folwarki: Aleksandrów, Brzeziny, Annopol, Konstantynów, Marywil, Różopole i Ustronie. Kolejnymi właścicielami Białołęki Dworskiej do roku 1912 byli bracia Weinstock prawdopodobnie koloniści niemieccy lub Żydzi. Ich następcą była hrabina Ordęga, a od roku 1918 hrabia Rej z pełnomocnikiem Kozakiewiczem. W roku 1927 Białołękę Dworską zaczęto parcelować od strony obecnej ul. Wałuszewskiej. Powstałe w rezultacie parcelacji i sprzedaży ziem należących do hrabiego Reja osiedle zamieszkiwało przed wybuchem wojny kilkadziesiąt rodzin najczęściej kolejarzy, tramwajarzy, rzemieślników dojeżdżających do pracy w Warszawie koleją. Na jego obrzeżach znajdowało się również kilka gospodarstw rolnych. Domy były najczęściej parterowe i drewniane, a zabudowa luźna w terenie lesistym. Od roku 1929 osiedle Białołęka Dworska rozwijało się dynamicznie. Staraniem mieszkańców w roku 1934 powstała 4-oddziałowa Szkoła Powszechna mieszcząca się w prywatnym domu przy obecnej ul. Majorki. W kwietniu 1930 r. inż. Wacław Nowak sporządził plan parcelacji całej Białołęki Dworskiej, lokując na terenie 313 ha 1252 działki o przeciętnej powierzchni ok. 2000 m². Jak na ówczesne czasy osiedle zaprojektowane zostało bardzo nowocześnie. Autor projektu wytyczył miejsca m.in. pod szkołę, boisko, targowisko, kościół oraz park itd. Zaplanował ronda na skrzyżowaniach głównych ulic, które są szerokie, a ich układ podobny do układu ulic Żoliborza czy Saskiej Kępy. Administracyjnie Białołęka należała w tych latach do gminy Bródno. W 1938 roku Białołęka liczyła około 700 mieszkańców, dzieliła się na Białołękę Dworską i Białołękę Szlachecką, a należała do gminy Bródno. Wojna dla Białołęki Dworskiej zaczęła się 1 września 1939 roku kiedy nad Białołęką przelatywały niemieckie bombowce z Prus Wschodnich lecące nad Warszawę. W okolicach 12-13 września, przez Białołękę Dworską, Płudy, Wiśniewo przechodzili grupami żołnierze z rozbitych na wschód od Warszawy dywizji polskich. Rano 15 września 1939 roku przez Białołękę Dworską i Płudy przegalopował ostatni szwadron kawalerii. W południe 15 września 1939 roku pojawiły się pierwsze patrole niemieckie, a po południu oddziały niemieckie zajmowały już cały teren Białołęki do Wisły i kanału Żerańskiego. Dziesiątki niemieckich dział rozpoczęło intensywny ostrzał broniącej się jeszcze Warszawy. W latach okupacji hitlerowskiej rozwój osiedla został całkowicie zahamowany. W latach 1942–1944 około 150 metrów na północ od stacji kolejowej Płudy, po zachodniej stronie torów kolejowych w kierunku Legionowa, rozstrzelano w kilku egzekucjach kilkanaście osób narodowości żydowskiej Ostatnie miesiące 1944 roku były dla osiedla najtragiczniejsze. Niemcy zgromadzili tu swoje doborowe wojska dywizje SS-Galizien i SS-Herman Göring. Na jesieni 1944 roku nacierające od wschodu wojska sowieckie podjęły próbę wyrzucenia Niemców z prawego brzegu Wisły. Walki były długie i zacięte, bo terenów tych broniła elitarna dywizja pancerno-spadochronowa im. Hermana Göringa. Czołgi sowieckie opanowały część Białołęki Dworskiej już 17 września 1944 roku, ale Niemcy podjęli kontratak i ponownie opanowali osiedle. W dniu 10 października o godzinie 10:00 rano wojska radzieckie rozpoczęły kolejny atak od wschodu w kierunku linii kolejowej Warszawa – Legionowo. Linia frontu przebiegała wówczas na lesistych wzgórzach Białołęki Dworskiej, Różopola i dalej na północ w kierunku Chotomowa. Przez dwie godziny ogień prowadziło kilka tysięcy dział, w czasie którego po obu stronach zginęło kilkuset żołnierzy. Wojska radzieckie zbliżyły się do linii kolejowej, ale następnego dnia dywizja Hermana Göringa kontratakowała i odrzuciła Rosjan ponownie na pozycje wyjściowe. Atak ten należał do najsilniejszych, jakie przeprowadzono na Białołękę w ostatnich miesiącach wojny. Białołęka Dworska podobnie jak Choszczówka, Grabina, Józefów, Szamocin parokrotnie przechodziła z rąk do rąk walczących, aby w końcu roku 1944 zostać wolną. Nieliczni mieszkańcy, którym udało się uniknąć ewakuacji i którzy nie zginęli od ognia artyleryjskiego gnieździli się w bunkrach opuszczonych przez żołnierzy. Wokoło widniały ruiny i zgliszcza. Pamiątką wojny jest ulica Lidzbarska. Była ona drogą czołgową między Białołęką Dworską i Choszczówką, prowadzącą w tym czasie przez pola uprawne. Ponieważ została dobrze ubita przez gąsienice, zaczęto z niej korzystać i po wojnie. Ślady wojennych działań są widoczne dziś w postaci licznych rowów łącznikowych, stanowisk dział przeciwlotniczych, schronów-obwałowań dla samochodów i czołgów, a do niedawna natrafić było można także na wraki czołgów, zniszczoną broń rozmaitego rodzaju i kalibru oraz wielkie ilości różnej amunicji. Po wojnie rozpoczęto odbudowę osiedla Białołęka Dworska. W roku 1951 Białołęka Dworska została włączona do granic administracyjnych Warszawy. Stanowiła wtedy część dzielnicy Praga-Północ. 3 września 1962 roku oddano do użytku szkołę podstawową numer 110 przy ulicy Bohaterów.

## Położenie geograficzne
Białołęka Dworska swą niepowtarzalność zawdzięcza oryginalnemu położeniu wśród lasów oraz ukształtowaniu terenu. W centralnej części oraz od północy otoczona jest kompleksem lasów Białołęki Dworskiej i Choszczówki. Obydwa kompleksy leśne łączą się z większym kompleksem lasów Legionowskich. Tereny Białołęki Dworskiej są pofałdowane, występują na niej liczne wydmy i wzniesienia. Ulica Insurekcji oddziela kompleks lasu Białołęki Dworskiej od kompleksu lasu Choszczówki.

## Sport i rekreacja

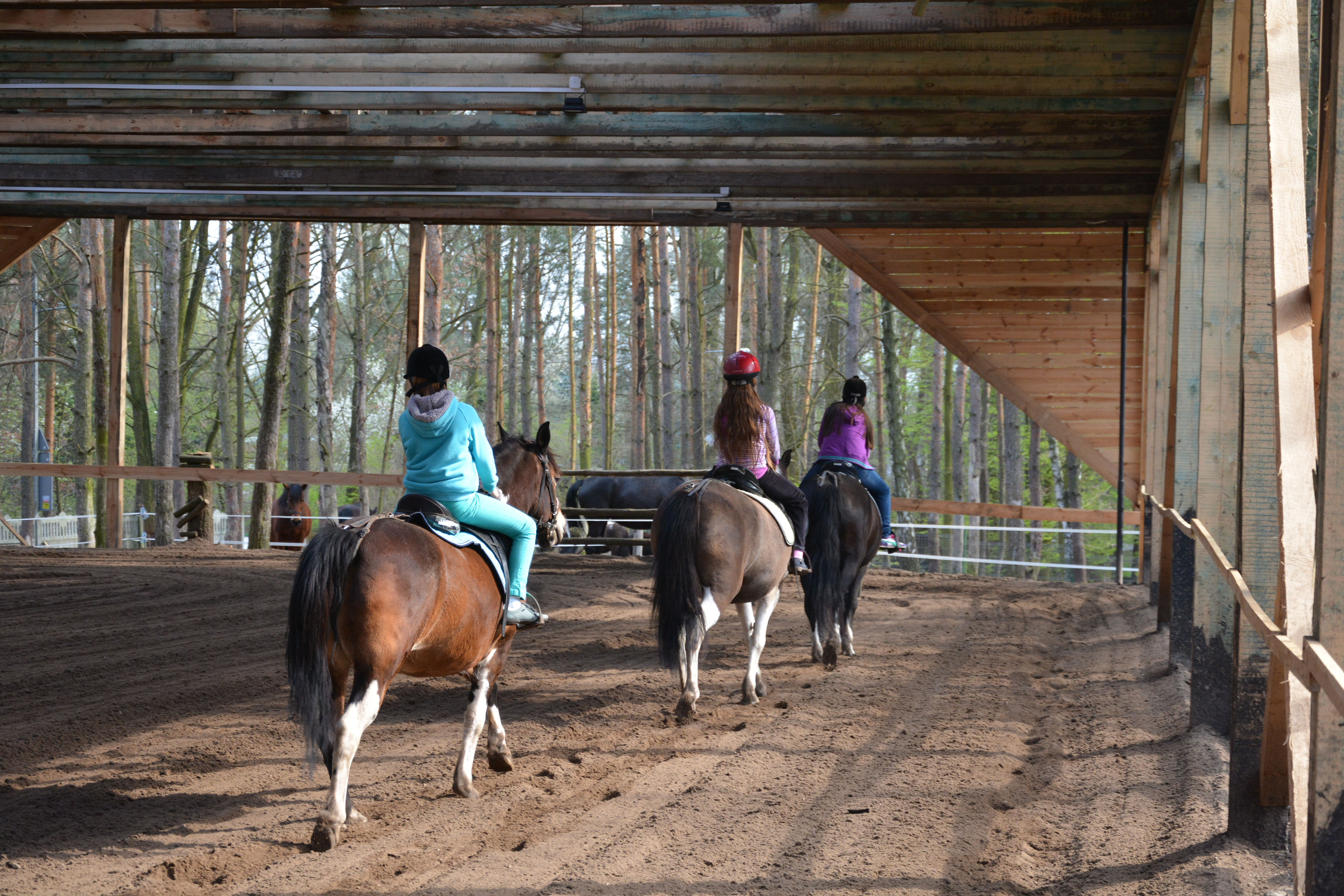
Stadnina koni przy ulicy Orneckiej

Z uwagi na niewątpliwe walory przyrodnicze Białołęka Dworska należy do terenów znakomicie nadających się do uprawiania różnego rodzaju sportów. Wśród okolicznych lasów latem można uprawiać jogging, biegi na przełaj, jazdę na rowerze, Nord Walking, a także jazdę konną. Zimą można uprawiać biegi narciarskie. W niewielkiej odległości od Białołęki Dworskiej znajduje się Kanał Żerański, na którym uprawiać można kajakarstwo lub wioślarstwo. W odległości niecałych 15 kilometrów znajduje się Zalew Zegrzyński będący mekką dla Warszawskich żeglarzy, wind-surferów czy kite-surferów. Na skrzyżowaniu ulic Orneckiej i Dylewskiej znajduje się stadnina koni.

## Fauna i flora
Okoliczna lasy obfitują w wiele gatunków zwierząt i roślin. Do najważniejszych przedstawicieli ssaków należą dziki, sarny oraz zające. Okoliczne lasy odwiedzane są również przez gatunki występujące w rejonie Puszczy Kampinoskiej, takie jak łosie i borsuki. Wśród ptaków spotkać można będącego pod ochroną dzięcioła czarnego, wilgi oraz sójki. Nierzadko natknąć można się także na padalca. Okoliczne lasy obfitują w grzyby. Na znacznej części osiedla znajduje się duży kompleks leśny zwany lasem Białołęki Dworskiej.

## Ulice Białołęki Dworskiej
Białołęka Dworska do roku 1951 była odrębną wsią znajdującą się poza granicami miasta stołecznego Warszawa. W roku 1951 Białołęka Dworska została włączona do Warszawy. Białołęka Dworska posiadała własny system nazewnictwa ulic. Po włączeniu jej w granice Warszawy zmieniono wiele nazw ulic, tak aby nie powtarzały się one z nazwami ulic będącymi w tamtym czasie w użyciu. I tak dawna ulica Jasna została zmieniona w ulicę Ołówkową, ulica Zakopiańska w ulicę Ambaras, ulica Chopina w ulicę Majorki, ulica Moniuszki w ulicę Zegarynki, ulica Wawelska w ulicę Guńki, ulica Traugutta w ulicę Cytadeli, a ulica Wrzosowa w ulicę Żyrardowską. Do roku 1961 ulica Ornecka nosiła nazwę Wierzbowej. Ciągnęła się od dzisiejszej ulicy Marywilskiej (w rejonie skrzyżowania z ulicą Smugową) do skrzyżowania z ulicą Wałuszewską. Aż do roku 1976 ulica Ornecka stanowiła wschodnią granicę miasta Warszawa, kiedy to do granic miasta włączono ówczesną wieś Szamocin.

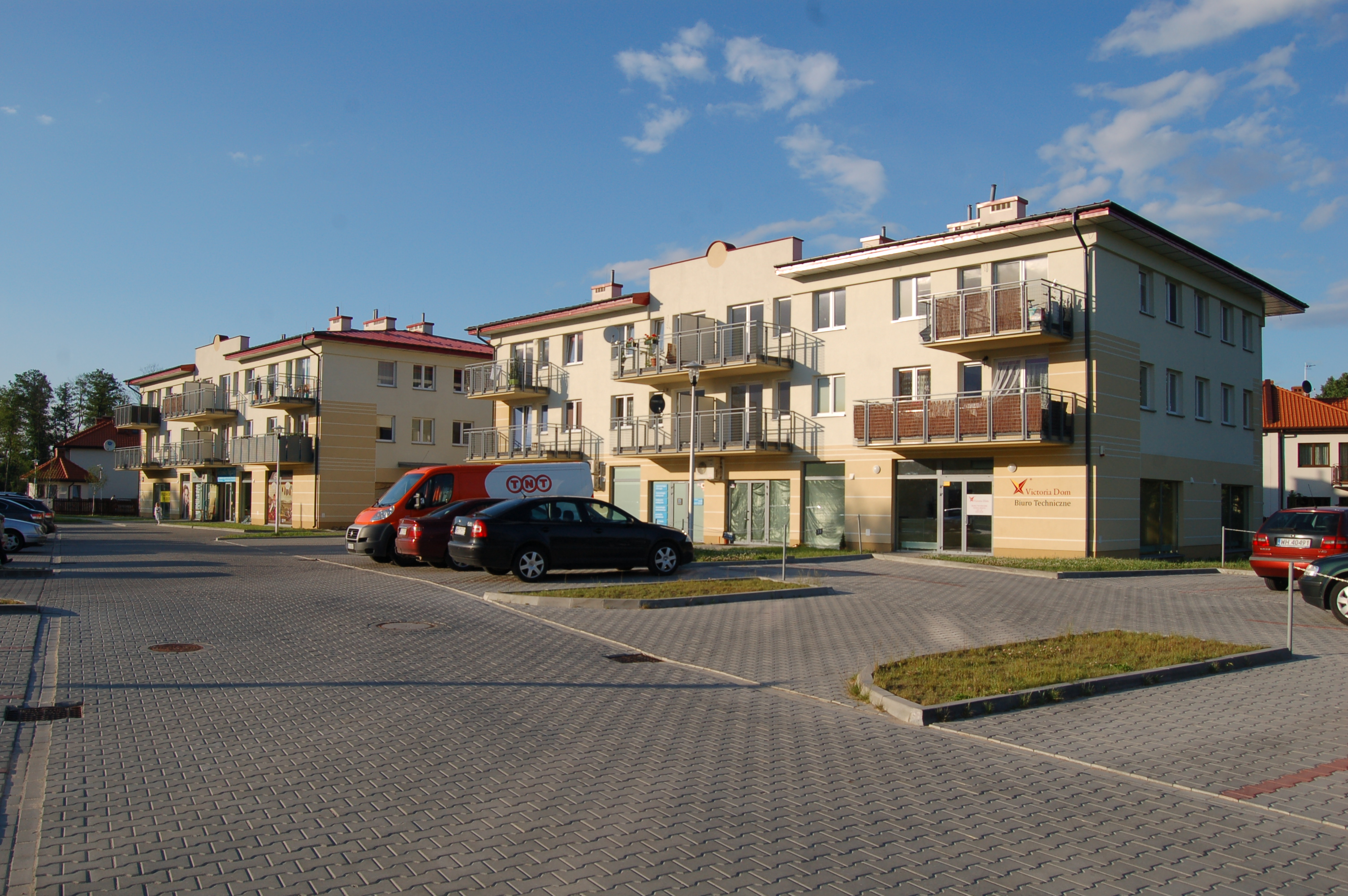
Osiedle domów wielorodzinnych Park Dworski przy ulicy Wałuszewskiej
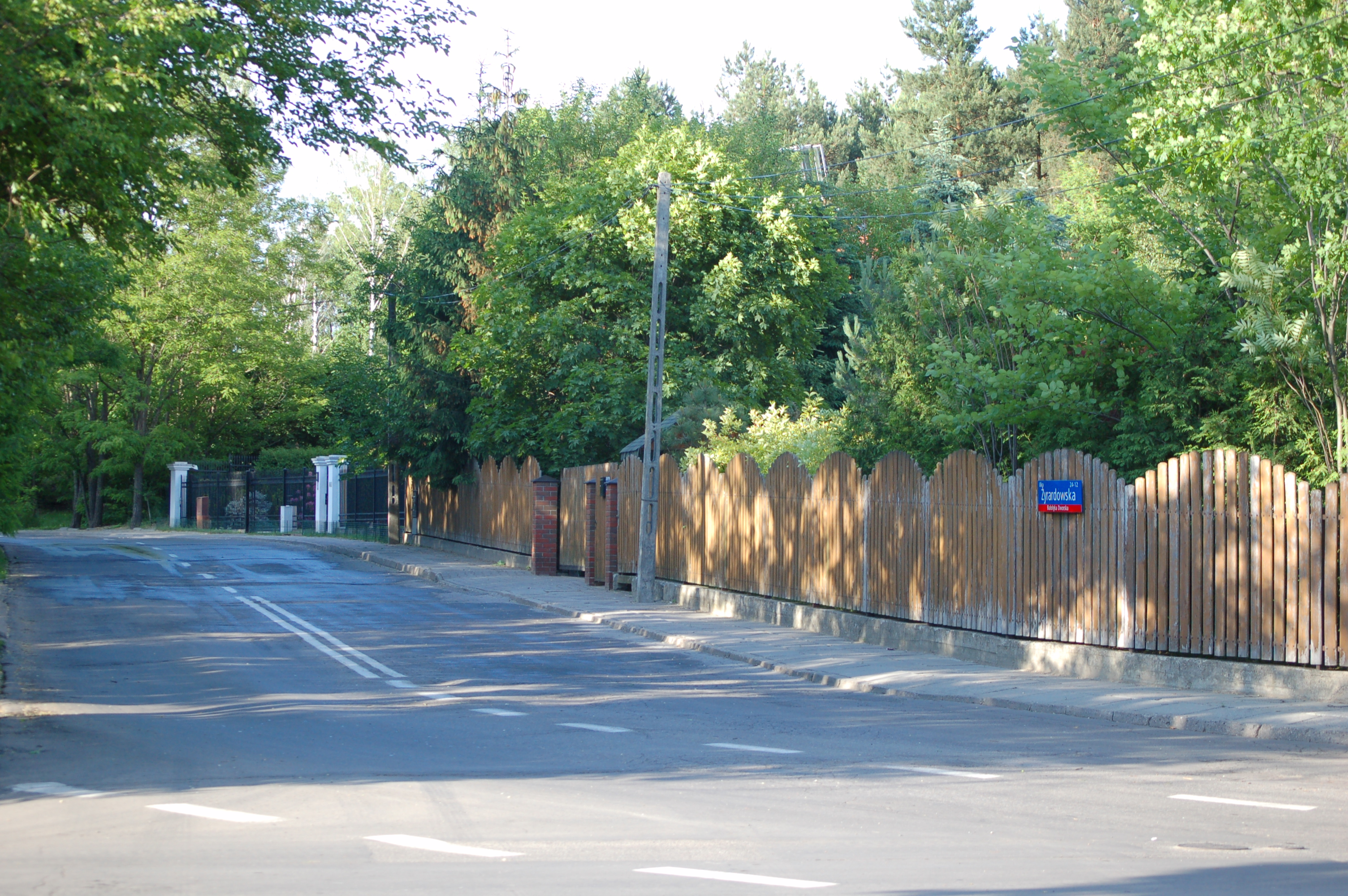
Ulica Żyrardowska na Białołęce Dworskiej
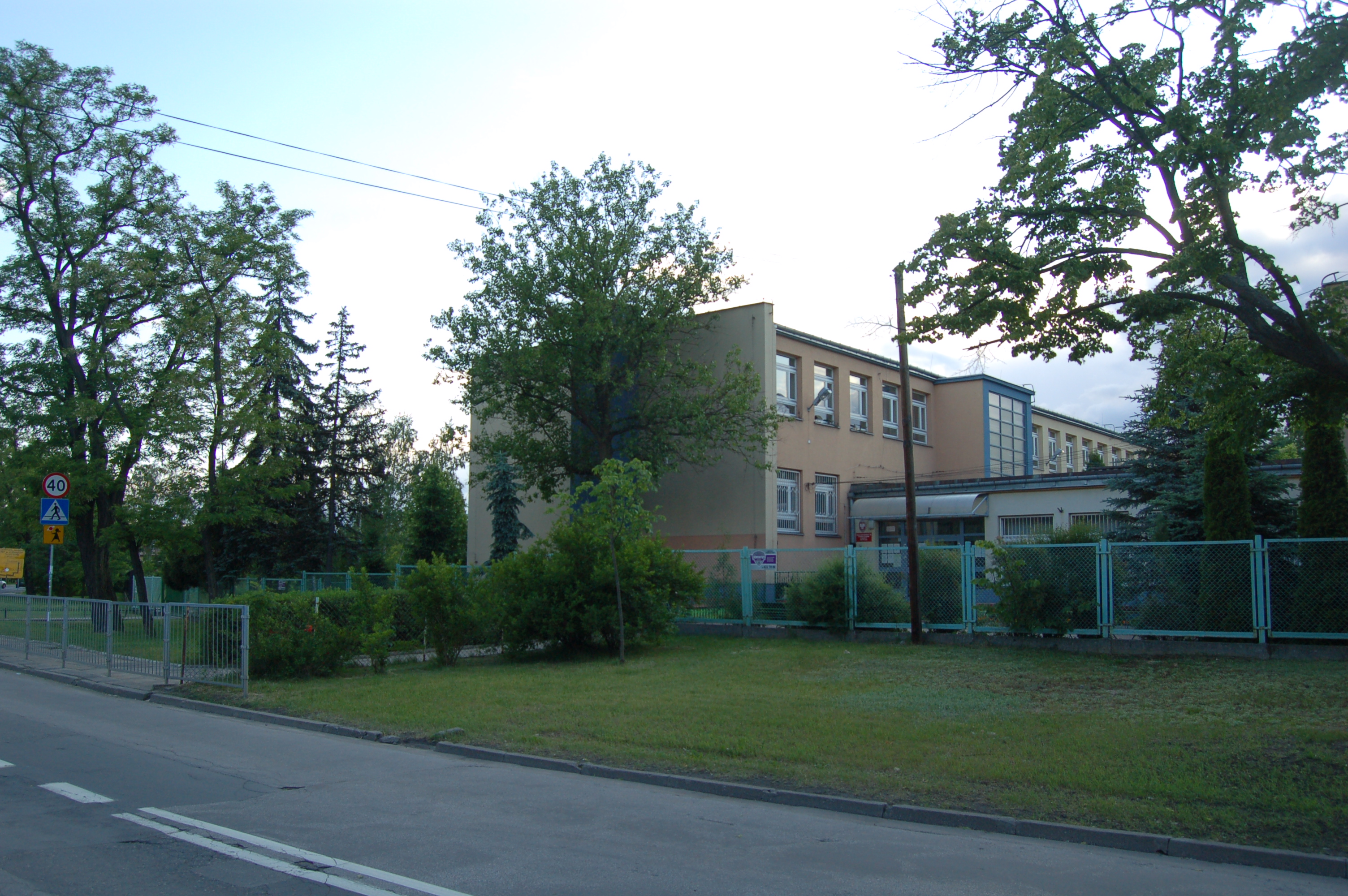
Szkoła podstawowa numer 110 przy ulicy Bohaterów na Białołęce Dworskiej
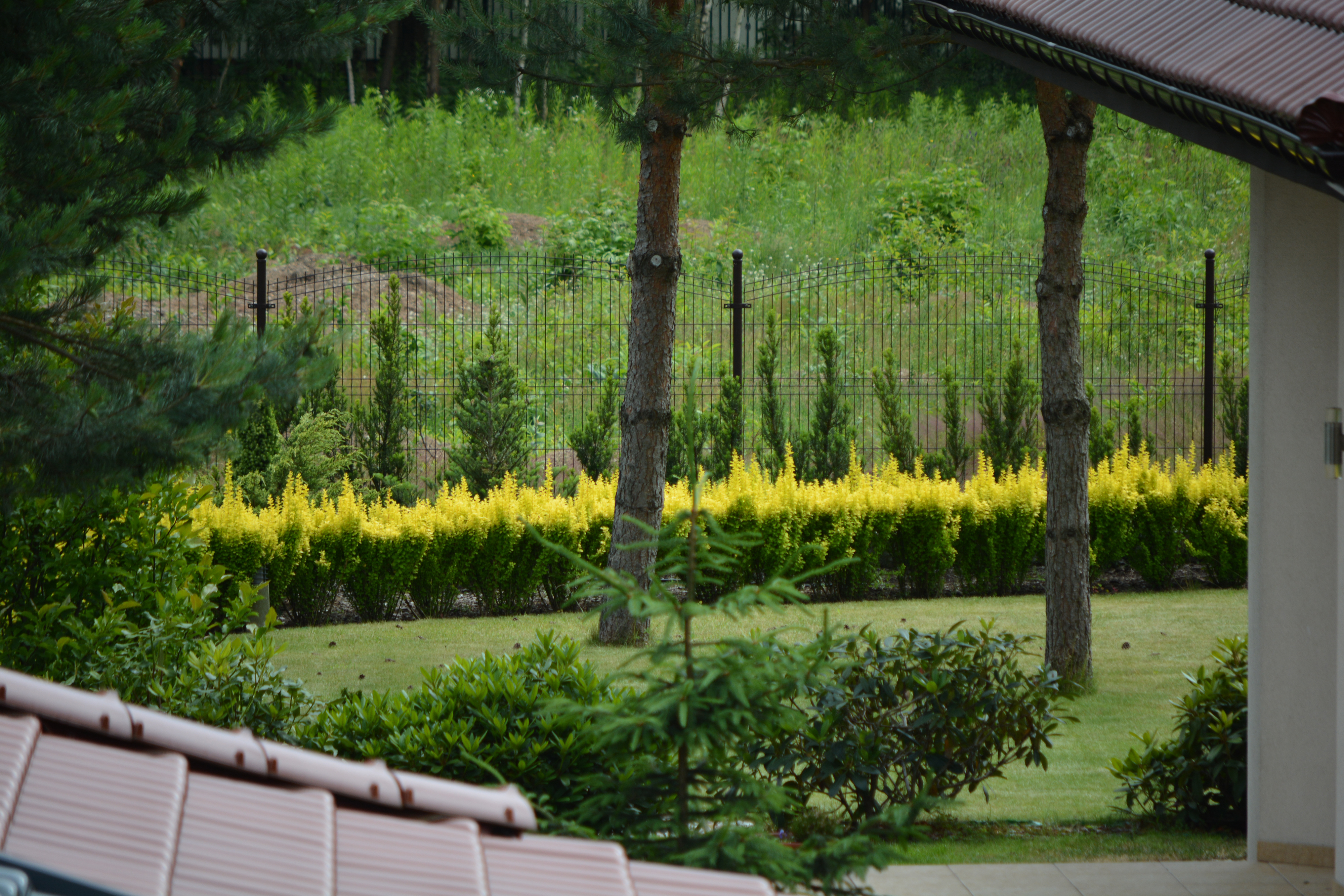
Białołęckie ogrody
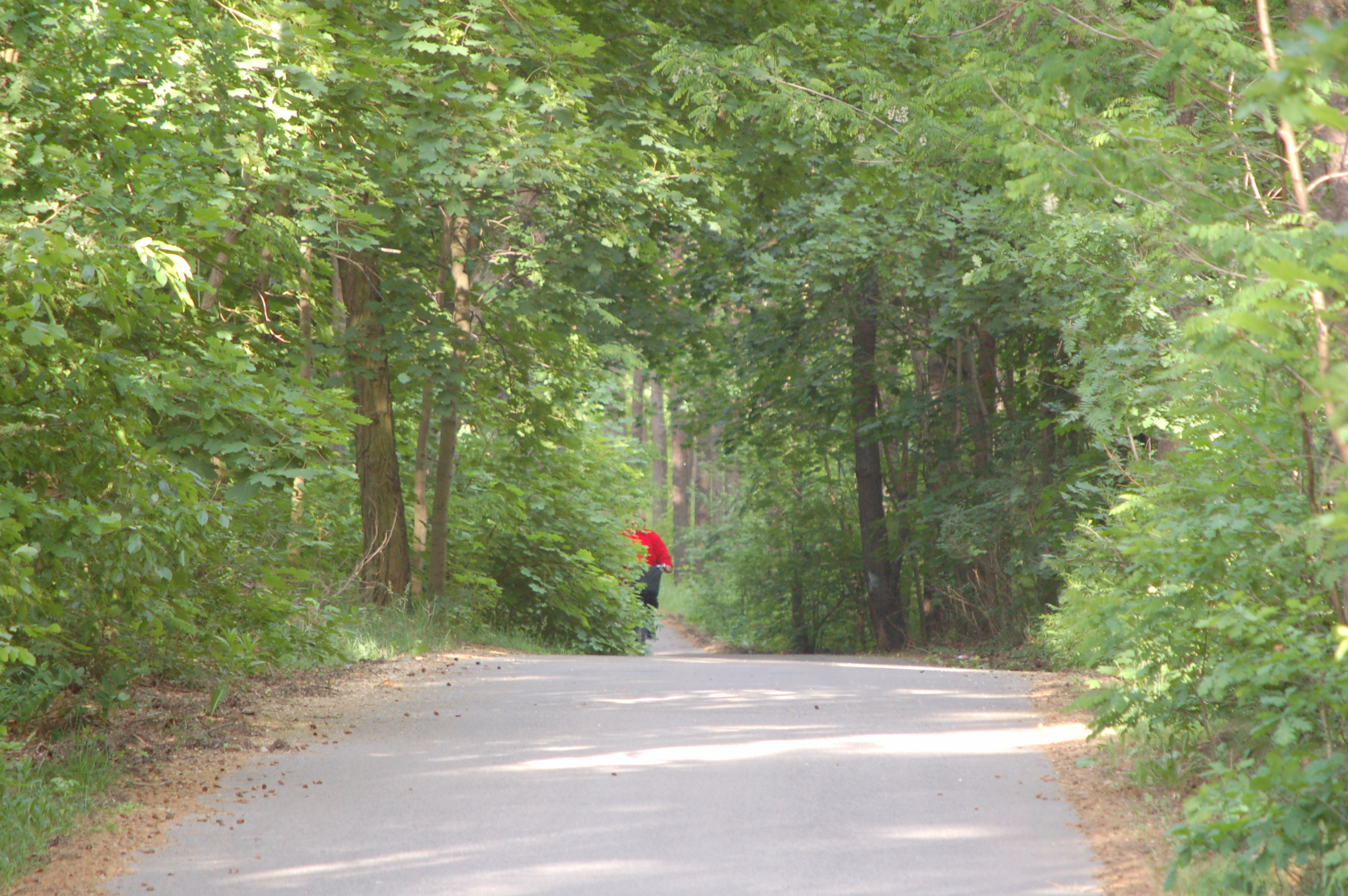
Ulica Dylewska
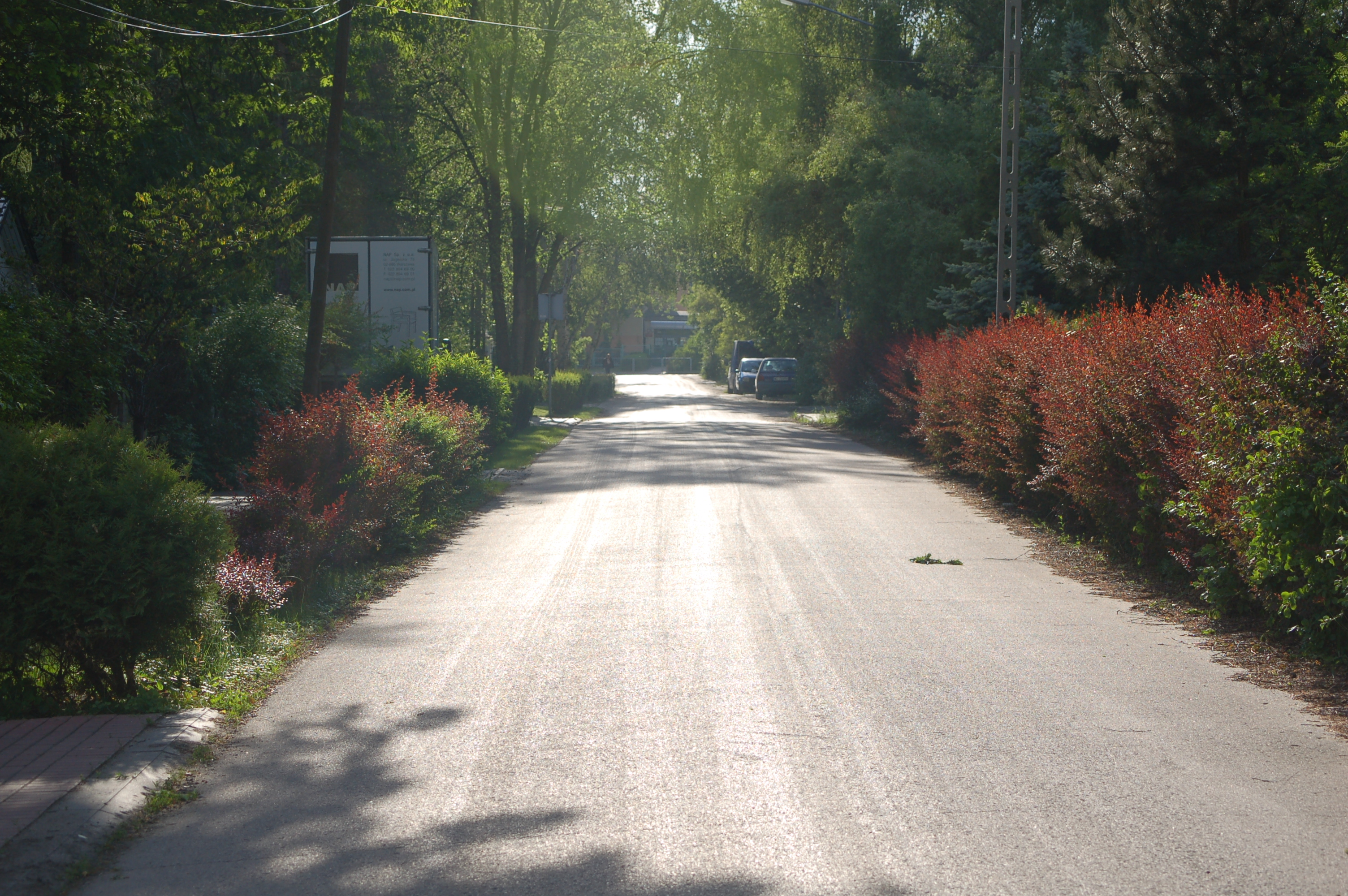
Ulica Dynamiczna na Białołęce Dworskiej

## Komunikacja

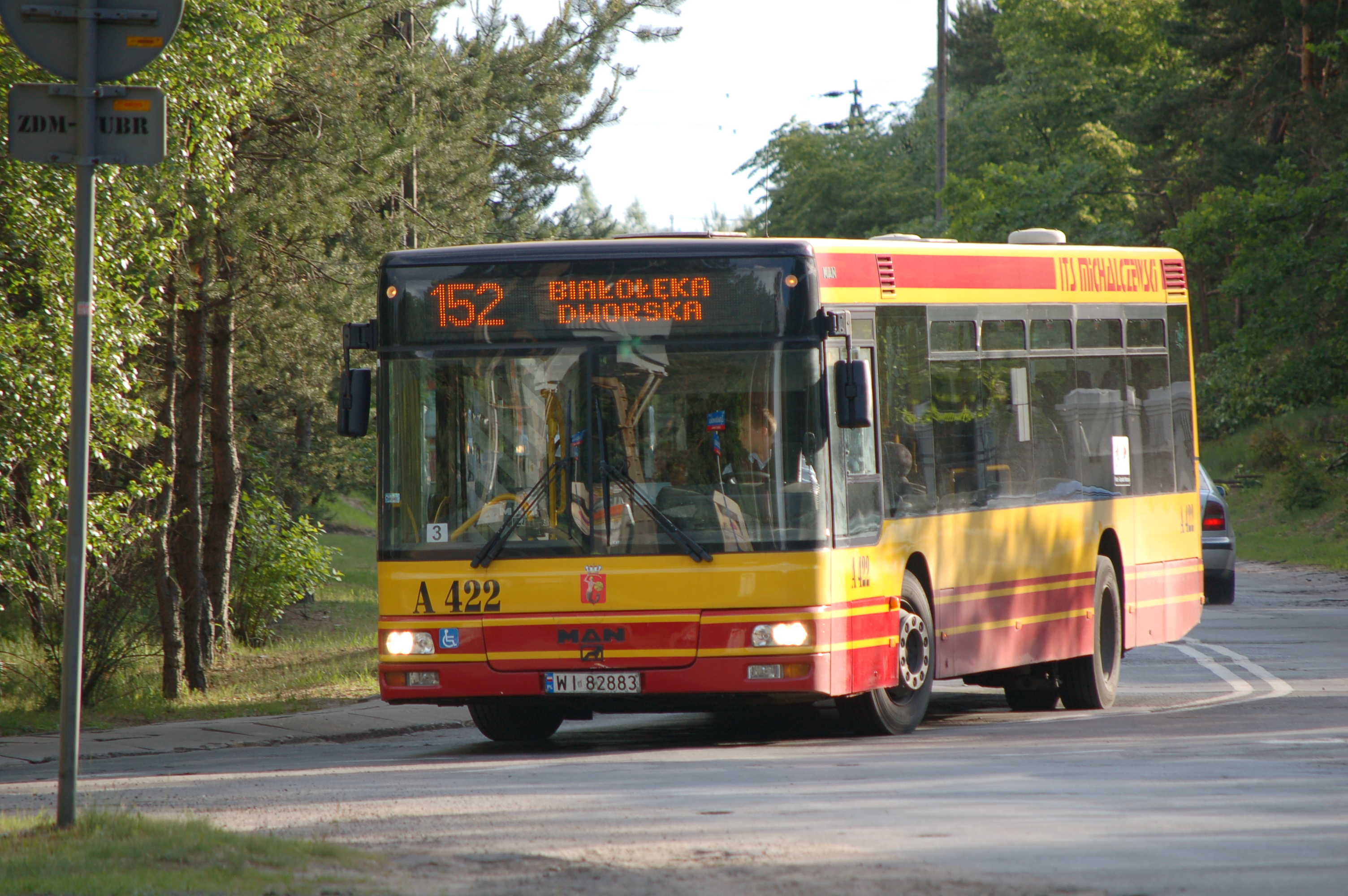
Linia autobusowa numer 152, łącząca Białołękę Dworską z Tarchominem

Około roku 1960 przebudowana została ul. Bohaterów. Położono nową jezdnię i zalano ją asfaltem na odcinku od stacji w Płudach do rogu ul. Wałuszewskiej, Bohaterów i Lidzbarskiej. 22 lipca 1960 roku uruchomiono pierwszą linię autobusową 152 łączącą Żerań z Białołęką Dworską z pętlą usytuowaną u zbiegu ul. Bohaterów, Wałuszewskiej, Lidzbarskiej. W roku 1967 linia 152 została przedłużona do pętli przy ulicy Ciupagi, a od września roku 2012, po otwarciu nowego wiaduktu kolejowego w ulicy Klasyków, linia kursuje na trasie z Białołęki Dworskiej do Tarchomina. W roku 1986 przez Białołękę Dworską zaczęła kursować linia 176, która połączyła Plac Hallera (wtedy Plac Leńskiego) z Choszczówką. Od roku 2007 Białołęka Dworska zyskała komunikację nocną z centrum Warszawy. Linia N13 łączyła Dworzec Centralny z Choszczówką do roku 2011, kiedy to linię tę zastąpiła inna linia – N64. Oprócz połączeń autobusowego Białołęka Dworska korzysta również z transportu kolejowego. Dogodne połączenie stanowi stacja kolejowa Warszawa Płudy. W grudniu 2010 roku warszawska Szybka Kolej Miejska uruchomiła linię S9 łączącą dworzec Warszawa Gdańska z Legionowem. W dniu 1 czerwca 2012 roku Szybka Kolej Miejska uruchomiła nową linię S3, łączącą Legionowo z lotniskiem Chopina przez Warszawę Wschodnią.

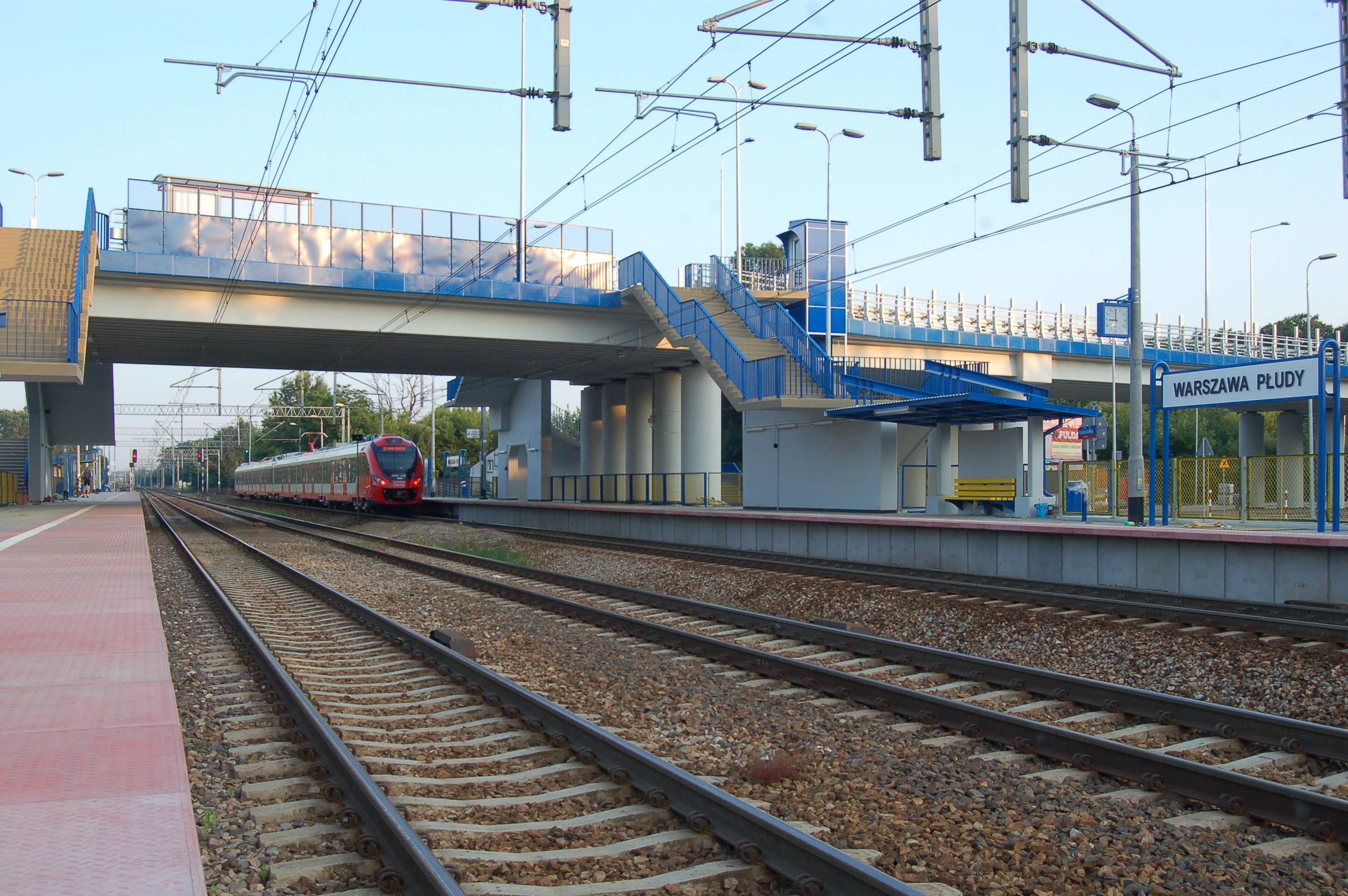
Widok na wiadukt na ulicy Klasyków od strony stacji Warszawa Płudy

Z pobliskim osiedlem Płudy łączy Białołękę Dworską wiadukt na ulicy Klasyków. Wiadukt był budowany w latach 2010 – 2012 przez Polskie Linie Kolejowe S.A. Początkowo termin ukończenia wiaduktu planowano na grudzień 2011 roku. Jednak ze względu na opóźnienia związane z wykwaterowaniem lokatorów nieruchomości przy ulicy Bohaterów, a później także ze względu na niewielkie zaangażowanie po stronie wykonawcy, wiadukt został zakończony dopiero w czerwcu 2012 roku, tuż przed rozpoczęciem piłkarskich mistrzostw Europy EURO 2012. Z uwagi na bardzo długi termin wykonania prac, mieszkańcy kilkukrotnie otwierali części tej inwestycji samodzielnie. Miało to miejsce między innymi na przełomie jesieni i zimy 2011 roku, kiedy to ze względu na opóźnienia w oddaniu do użytku przebudowanego fragmentu skrzyżowania ulic Czołowej i Bohaterów mieszkańcy Białołęki samowolnie otworzyli przejazd. Także w dniu 1 czerwca 2012 roku miało miejsce nieoficjalne otwarcie wiaduktu. W tym dniu wieczorem barierki były otwarte i możliwy był przejazd z osiedla Płudy na osiedle Białołęka Dworska. Oficjalnie wiadukt oddano do użytku w dniu 13 września 2012 roku po ponad 8 miesiącach opóźnienia. Pomimo zakończenia prac jeszcze w lutym 2013 roku nadal nie funkcjonują windy umożliwiające osobom niepełnosprawnym dostanie się na wiadukt.

## Podział administracyjny

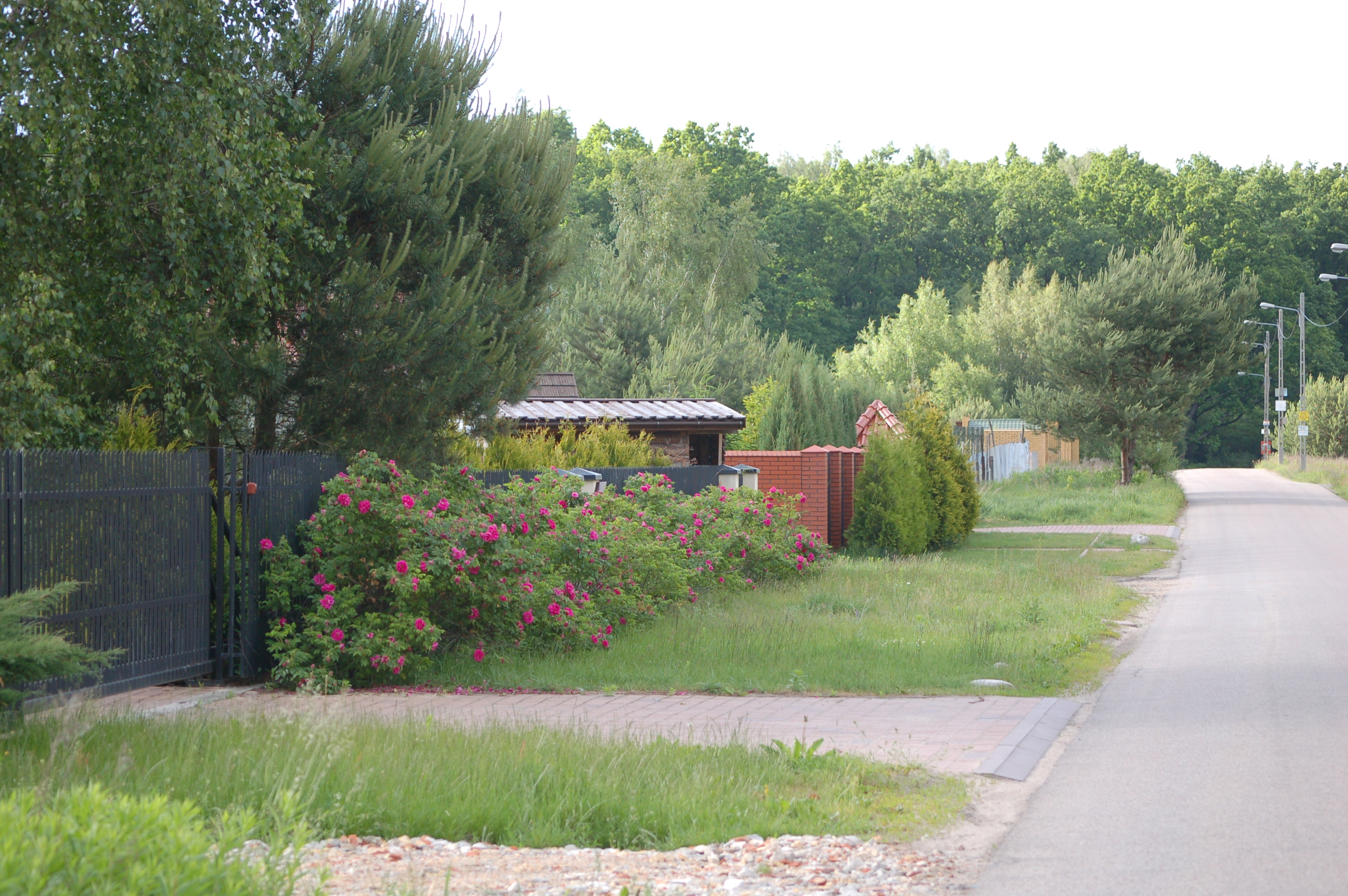
Ulica Ornecka oddziela Białołękę Dworską od Szamocina. Okolice ulicy stanowiły przed rokiem 1939 fragment niewielkiej wsi Michałówek. Obecnie zachodnia część ulicy Orneckiej należy do osiedla Białołęka Dworska, natomiast wschodnia część ulicy należy do osiedla Szamocin

Obecnie według podziału dokonanego przez Miejski System Informacji oprócz terenu pierwotnej Białołęki Dworskiej, która zlokalizowana jest na wschód od linii kolejowej, do granic osiedla Białołęka Dworska wlicza się zazwyczaj:
- Dąbrówkę Grzybowską na południowo-zachodnim krańcu Białołęki Dworskiej
- Michałówek na wschodnim krańcu Białołęki Dworskiej

Dąbrówka Grzybowska była przed rokiem 1939 odrębną wsią, która wchodziła w skład gminy Jabłonna. Obecnie według Krajowego Rejestru Urzędowego Podziału Terytorialnego Kraju jest nadal rozróżniana jako odrębna jednostka terytorialna'. Michałówek był przed rokiem 1939 odrębną wsią, która wchodziła w skład gminy Jabłonna. Obecnie Michałówek nie jest rozróżniany jako odrębna jednostka terytorialna według Krajowego Rejestru Urzędowego Podziału Terytorialnego Kraju – tym samym stanowi integralną część Białołęki Dworskiej.